# Croix du Ciriex
La croix du Ciriex est une croix française à Bassignac-le-Haut, en Corrèze.

## Localisation
La croix est située au lieu-dit Le Siriex.

## Histoire
Datant sans doute du XIIe siècle, c'est un monument historique classé depuis le 26 janvier 1929.

## Description
Le monument est en granit.
Le haut de l'édifice a la forme d'un « cercle redenté ». D'un côté de la croix se trouve une représentation du Christ et sur l'autre un personnage aux mains croisées sur le ventre. Le fût de l'édifice est haut d'environ 3 m.